# Hackåstjärnen
Hackåstjärnen är en sjö i Härjedalens kommun i Härjedalen och ingår i Ljusnans huvudavrinningsområde. Sjön har en area på 0,0874 kvadratkilometer och ligger 783,7 meter över havet. Sjön avvattnas av vattendraget Faxbrynnen.

## Delavrinningsområde
Hackåstjärnen ingår i det delavrinningsområde (687356-137653) som SMHI kallar för Mynnar i Lill-Härjån. Medelhöjden är 743 meter över havet och ytan är 15,99 kvadratkilometer. Det finns inga avrinningsområden uppströms utan avrinningsområdet är högsta punkten. Faxbrynnen som avvattnar avrinningsområdet har biflödesordning 4, vilket innebär att vattnet flödar genom totalt 4 vattendrag innan det når havet efter 334 kilometer. Avrinningsområdet består mestadels av skog (16 procent) och sankmarker (76 procent). Avrinningsområdet har 0,09 kvadratkilometer vattenytor vilket ger det en sjöprocent på 0,5 procent.